# Jorge Alejandro de Mecklemburgo-Strelitz
Jorge Alejandro de Mecklemburgo-Strelitz (6 de junio de 1859 - 5 de diciembre de 1909) fue el mayor de los dos hijos sobrevivientes del duque Jorge Augusto de Mecklemburgo-Strelitz y de gran princesa Catalina Mijáilovna de Rusia. Era bisnieto del emperador Pablo y primo del emperador Alejandro III de Rusia. Aunque era un príncipe alemán de la Casa de Mecklemburgo-Strelitz, se crio en la Rusia Imperial, donde vivió toda su vida.
Siguió una carrera como oficial en el ejército ruso y fue mayor general, comandante del Regimiento de Dragones de la Guardia Imperial. Don Jorge Alejandro fue un amante de la música, un hábil violonchelista y compositor. En 1896 formó un cuarteto de cuerdas privado llamado Cuarteto Mecklemburgo. Contrajo un matrimonio morganático y sus derechos y herencia pasaron a su hermano menor, el duque don Carlos Miguel. Sus cuatro hijos recibieron el título de Condes de Carlow, sin embargo, después de su fallecimiento, su hermano soltero adoptó a su hijo, el conde don Jorge de Carlow, quien se convirtió en el heredero de la Casa de Mecklemburgo-Strelitz en 1934.

## Primeros años

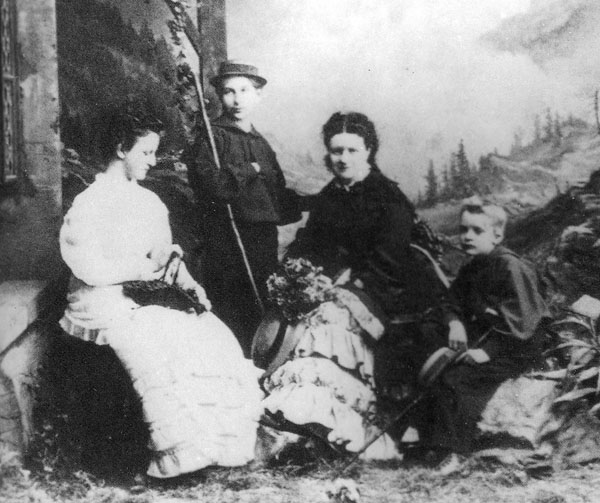
La gran princesa Catalina Mijáilovna de Rusia rodeada de sus hijos: Elena, Alejandro y Carlos Miguel.

Jorge Alejandro Miguel Federico Guillermo Francisco Carlos de Mecklemburgo-Strelitz nació el 6 de junio de 1859  en Remplin,  una propiedad familiar adquirida por sus padres en Mecklemburgo poco antes de su nacimiento.  Su padre, el duque don Jorge Augusto de Mecklemburgo-Strelitz (1824-1876), fue el segundo hijo de don Jorge, gran duque de Mecklemburgo-Strelitz. Su madre, la gran princesa Catalina Mijáilovna de Rusia, era nieta del emperador Pablo de Rusia. Aunque el duque Jorge Alejandro era, por nacimiento, un príncipe alemán de la casa de Mecklemburgo-Strelitz, su padre se había establecido en Rusia dentro de la familia de su cónyuge.  Don Jorge y sus hermanos se criaron en Rusia, pero conservaron la religión luterana de sus antepasados paternos. Era conocido en Rusia como Jorge Georgievich jr, para distinguirlo de su padre que tenía el mismo nombre y patronímico . 
Recibió una educación militar y siguió una carrera en el servicio ruso. Fue criado en el Palacio Mijailovski, en la casa de su abuela materna, la gran princesa doña Elena Pavlovna, desde muy temprana edad mostró un gran interés por la música bajo la guía de su abuela.  Desde los 12 años su maestro fue Karl Davydov, compositor, profesor del Conservatorio de San Petersburgo y el violonchelista más destacado de Rusia en aquella época.  La pasión de don Jorge Alejandro por la música le hizo considerar durante un tiempo seguir una carrera como violonchelista profesional. Era un destacado pianista, un excelente violonchelista y además gustaba de escribir composiciones musicales. Desde 1879 hasta 1881 estudió Bellas Artes y Filosofía en las Universidades de Leipzig y Estrasburgo.

## Matrimonio

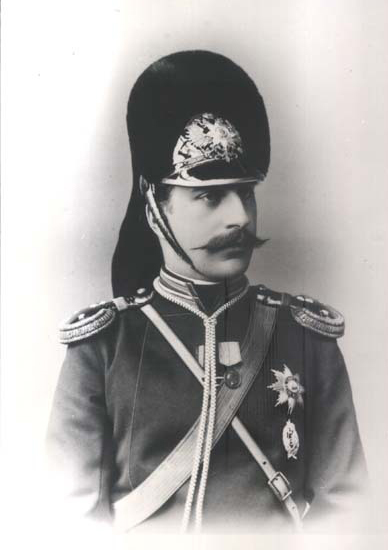
El duque don Georg Alejandro de Mecklemburgo-Strelitz en uniforme militar.

El duque don Jorge Alejandro se enamoró de la dama de compañía de su madre, Natalia Vanliarskya (San Petersburgo, 16 de mayo de 1858 - Cannes, 14 de marzo de 1921), hija de Feodor Ardalionovich Vanliarsky (23 de diciembre de 1833 - 2 de febrero de 1903), un consejero de Estado ruso, que sirvió en el Ministerio de Finanzas, y su esposa María Feodorovna Uvarova, nieta paterna de Ardalion Alexeievich Vanliarsky y su esposa Anastasia Mikhailovna Simanovskaya (? - 26 de marzo de 1891) y nieta materna de Feodor Feodorovich Uvarov y su esposa María Petrovna Joukova.   Era una miembro de la nobleza rusa que llegó desde Alemania en el siglo XVII cuyo nombre originalmente era «Von Lahr».  La señora Vanlyarskaya era una cantante talentosa y la pareja estaba unida por su pasión compartida por la música.  La gran princesa Catalina  ijailovna su unión y despidió a Natalia, con la esperanza de que su hijo olvidara el romance y se casara con una novia de origen real. Sin embargo, Jorge Alejandro persistió y en junio de 1889 viajó a Alemania para obtener el permiso para casarse del jefe de su dinastía, su tío, don Federico Guillermo, gran duque de Mecklemburgo-Strelitz. Con el consentimiento de su tío, Jorge Georgievich se casó con Natalia Vanlyarskaya el 14 de febrero de 1890 en San Petersburgo.  Como doña Natalia no era miembro de una familia reinante, su unión fue considerada morganática y ella recibió del duque de Mecklemburgo-Strelitz el título de condesa de Carlow (el nombre Carlow provenía de la finca Karlovka en la provincia de Poltava, que pertenecía a don Jorge Alejandro) el 18 de marzo de 1890, y que sería heredada por sus hijos. Su matrimonio fue feliz y su esposa Natalia acabó siendo querida por la familia de su marido.
La pareja vivió inicialmente en el ala oeste del palacio Mijailovski, donde recibieron el usufructo dieron quince habitaciones.  Después de la muerte de la gran princesa Catalina Mijáilovna en 1894, el palacio Mijáilovski y la mayor parte de su herencia pasaron al hermano menor del duque Jorge Alejandro, el duque don Carlos Miguel, y a su hermana Elena. El palacio fue comprado por emperador Nicolás II en 1895 para albergar la colección del Museo Ruso, llamado así en honor al emperador Alejandro III. Jorge Alejandro se mudó con su familia a su propia residencia, situada en el terraplén Fontanka número 46. La casa fue diseñada según sus planos personales y de inmediato se convirtió en un centro para músicos y artistas. Durante los primeros años de su matrimonio, Natalia Vanlyarskaya no participó en la vida de la corte y sólo años más tarde comenzó a acompañar a su marido en los bailes de la corte y recepciones en el Palacio de Invierno.
Jorge Alejandro renunció a sus derechos dinásticos. Federico Guillermo de Mecklemburgo-Strelitz otorgó a Natalia Vanlyarskaya el título hereditario de Condesa de Carlow, que pasaría a sus hijos:
- La condesa Catalina de Carlow (25 de julio de 1891 - 9 de octubre de 1940, víctima de un ataque aéreo alemán a Londres) se casó en 1913 con el príncipe Vladimir Galitzine (1884-1954).
- La condesa María de Carlow (31 de octubre de 1893 - 5 de septiembre de 1979), que se casó con el príncipe Boris Dmitrievich Golitsyn (1892-1919) en 1916, enviudó en 1919 y en segundas nupcias con el conde Vladimir Petrovich Kleinmichel (1901-1982).
- Condesa Natalia de Carlow (20 de noviembre de 1894 - 4 de diciembre de 1913).
- Jorge, duque de Mecklemburgo (5 de octubre de 1899 - 6 de julio de 1963).

## Vida posterior

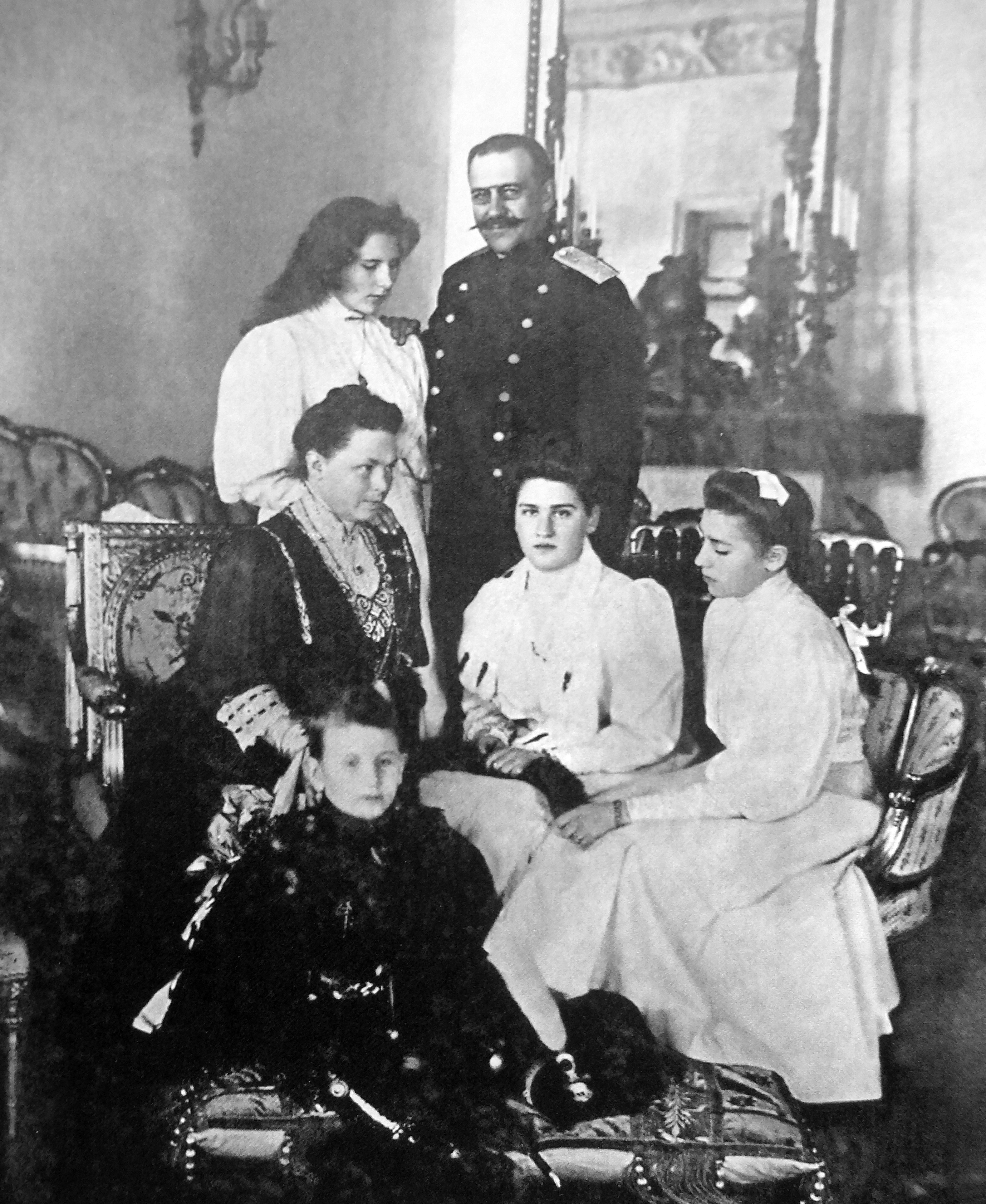
El duque don Jorge Alejandro de Mecklemburgo-Strelitz con su esposa y sus hijos: Catalina, María, Natalia y Jorge.

Don Jorge Alejandro presidió el comité del cincuentenario de la carrera de Anton Rubinstein, celebrado en 1889. Tras el fallecimiento de Rubinstein en 1894, su familia cedió su batuta al duque Jorge Alejandro.
En 1896, el duque organizó un cuarteto de cuerdas, que llevó el nombre de «Cuarteto de Mecklemburgo» (después de 1917, pasó a formar parte de la Filarmónica de Petrogrado). Las actuaciones fueron un gran éxito, no sólo en la capital rusa, sino también en el extranjero. Fue el primer cuarteto ruso en realizar una gira europea y recibió críticas favorables en su actuación en Londres en 1907.
El duque don Jorge Alejandro también era coleccionista de arte. De su abuelo, el gran príncipe don Miguel Pávlovich, heredó una rica colección de litografías francesas, pinturas, porcelana de Meissen y ediciones de lujo de libros. Constantemente añadió nuevas obras a sus colecciones y participó en exposiciones de arte. El duque era altamente respetado no sólo en el mundo de la música. A pesar de su alto rango, era un hombre accesible y carente de esnobismo.
En paralelo a su pasión por la música continuó con su carrera militar. En 1902 fue designado mayor general, comandante del Regimiento de Dragones de la Guardia Imperial desde 1906 comandante de la 1ª Brigada de la 1ª División de Caballería de la Guardia. En 1907 fue nombrado jefe de las tropas a disposición de la Guardia en el Distrito Militar de San Petersburgo. Participó en reformas militares por encargo del Ministerio de Guerra. Fue autor y traductor de teoría militar y obras historiográficas.
El duque Jorge Alejandro de Mecklemburgo-Strelitz murió repentinamente el 5 de diciembre de 1909, a la edad de cincuenta años. Fue enterrado en el parque del palacio de Oranienbaum, la residencia veraniega de su familia en el Golfo de Finlandia. Sobre su tumba se erigió una cruz de mármol negro con una placa que llevaba la inscripción: «Aquí yace un esposo y padre profundamente reverenciado y un gran ciudadano de Oranienbaum». Tras la revolución, la tumba fue destruida y la inscripción desapareció. En Oranienbaum también fue enterrada su hija Natalia, que murió a temprana edad. La viuda del duque y sus otros tres hijos sobrevivieron a la revolución rusa y emigraron a Europa occidental. Natalia murió en la ciudad de Cannes, Francia, en 1921. El hijo menor y único varón de la pareja, don Jorge Alejandro, fue adoptado por su tío don Carlos Miguel y luego tomó el título de duque de Mecklemburgo, conde de Carlow.  Después de que las otras líneas de la casa de Mecklemburgo se extinguieron, sus descendientes heredaron el mayorazgo de la dinastía. El bisnieto de don Jorge Alejandro, el duque don Borwin, es el actual jefe de la Casa de Mecklemburgo.